# Histoire de l'Agence spatiale européenne
L'histoire de l'Agence spatiale européenne débute dans les années 1960 avec la création des deux premières institutions spatiales européennes : l'ESRO consacrée aux missions scientifiques et l'ELDO dédiée au développement du premier lanceur européen. Manquant de moyens financiers, gérant difficilement des politiques nationales divergentes et inadaptée à la montée en puissance des applications spatiales cette première tentative de coopération européenne est un échec. L'expérience acquise par les différents acteurs est toutefois mise à profit pour la mise sur pied de l'Agence spatiale européenne qui reprend à compter de 1975 le rôle de l'ESRO et de l'ELDO. Les pays membres de la nouvelle agence donnent à celle-ci les moyens de développer le lanceur Ariane ainsi que les premières applications spatiales dans le domaine  des télécommunications et de la météorologie (Meteosat tout en menant des programmes de coopération avec la NASA (Spacelab). L'agence, gagne progressivement en crédibilité face aux deux superpuissances spatiales malgré des moyens beaucoup plus limités en particulier dans le domaine scientifique et contribue à la construction d'une industrie spatiale européenne solide. Au début des années 2000 les liens avec l'Union européenne se resserrent et celle-ci lui confie notamment le développement du système de navigation par satellites européen.

## Contexte
Au début des années 1960 des personnalités européennes issues de différents domaines et en particulier des scientifiques, qui constatent qu'un nouveau champ de recherche vient de s'ouvrir, demandent  la création d'un programme spatial scientifique européen animé par un organisme analogue au Conseil européen pour la recherche nucléaire (CERN).
Le 1er décembre 1960 une conférence réunissant 11 pays européens à Meyrin en Suisse décide de la création de la Commission préparatoire européenne pour la recherche spatiale (COPERS). Les travaux de cette instance aboutissent en 1962 à la création de l'ESRO (European Space Research Organisation en français CERS Conseil européen de recherches spatiales) dont l'objectif est la réalisation de satellites scientifiques et qui réunit 9 pays européens. La même année six d'entre eux décident de s'associer au sein l'ELDO, (European Launcher Development Organisation en français, CECLES, Centre européen pour la construction de lanceurs d'engins spatiaux) pour le développement d'un lanceur européen baptisé Europa. Les deux organisations deviennent opérationnelles en 1964. Par ailleurs l'émergence de la technique des télécommunications par satellite suscite la création de la  Conférence européenne des télécommunications par satellite (CETS) en mai 1963.

## Création de l'agence spatiale européenne
Mais ces différentes organisations ont du mal à atteindre leurs objectifs. Le lanceur européen, dont la conception résulte d'un compromis politique et qui manque d'un véritable maître d'œuvre est un échec complet et l'ESRO n'obtient que des résultats modestes. La stratégie spatiale des pays européens fait l'impasse sur les applications pratiques de l'espace qui commencent à émerger. Les principaux pays membres ont des priorités différentes ce qui freine l'avancement des programmes. En 1968 on évoque pour la première fois la création d'une agence spatiale unique qui piloterait à la fois le développement des lanceurs et des satellites. Celle-ci comprendrait des programmes obligatoires et des programmes supplémentaires facultatifs pour prendre en compte les priorités différentes des pays membres. Finalement l'échec de la fusée Europa (7 échecs dont le dernier en 1972 sur 7 lancements) impose une remise à plat de l'organisation du programme spatial européen.
Après de délicates négociations entre la France, l'Allemagne et le Royaume-Uni, un accord est trouvé en juillet 1973 pour mettre sur pied qui permettrait le financement des programmes attendus par les principaux pays membres :
- le lanceur  L3S (Ariane) souhaité par la France et qui est placé sous maîtrise d'œuvre du CNES,
- le module de recherche Spacelab de la Navette spatiale américaine  demandé par l'Allemagne
- le satellite de télécommunications maritimes MAROTS souhaité par le Royaume-Uni.

Signée le 30 mai 1975 entre onze États membres européens, la Convention de l'Agence spatiale européenne fonctionne de facto depuis le 31 mai 1975 et a une existence juridique à compter du 30 octobre 1980, date de ratification de cette convention.

## Les premiers programmes scientifiques
Dans le domaine scientifique, l'Agence spatiale européenne hérite des programmes de l'ESRO. Le bilan de cette agence, bien qu'inférieur aux attentes de ses créateurs, est largement positif. Malgré les difficultés de tous ordres (faiblesse des budgets, divergences politiques et difficultés industrielles)  l'ESRO a en 1972 développé et lancé  avec succès 7 satellites scientifiques de petite et moyenne taille qui ont tous fourni des résultats scientifiques de qualité. Ces missions ont permis à l'industrie spatiale européenne de se construire une expertise à l'origine de ses futures réussites dans le domaine des satellites d'application. Lorsque l'agence spatiale européenne prend le relais de l'ESRO en 1975 elle hérite d'un satellite encore en activité (HEOS-1) et de plusieurs programmes en cours de développement. L'observatoire gamma COS-B est lancé quelques mois plus tard. Les autres programmes en cours sont GEOS (étude de la magnétosphère), le télescope ultraviolet IUE développé avec la NASA, le satellite ISEE-B  contribution européenne  au programme International Sun-Earth Explorer et l'observatoire rayons X EXOSAT.
La génération suivante des missions scientifiques a commencé à faire l'objet d'une réflexion au sein de l'ESRO à compter de 1973. Deux groupes d'experts AWG (astrophysique) et SSWG (système solaire) ont fourni leur recommandations au comité LPAC (Launching Programme Advisory Committee) qui rend compte directement au responsable de l'agence. Dans la nouvelle organisation le SPC (Science Programme Committee) assure la liaison entre le Conseil de l'agence et le SAC (Science Advisory Committee) qui remplace le LPAC tandis que deux nouveaux groupes d'experts sont créés dans l'optique de l'utilisation du laboratoire spatial Spacelab : LSWG (sciences du vivant) et MWSG (science des matériaux). Cette organisation est largement contestée : pour certains le SAC est trop proche du directeur de l'agence et ne prend pas en compte les attentes des scientifiques, pour d'autres il est constitué par des mandarins de la science spatiale qui ne sont pas ouverts aux nouveaux champs d'investigation. Pour faire face à la multiplication des propositions de mission une nouvelle étape est introduite dans le processus de sélection : la pré phase A doit permettre de déterminer l'intérêt scientifique d'une mission potentielle. En 1974, à la suite de discussions au sein de l'ESRO et avec la NASA, une première liste de douze propositions de mission est présélectionnée pour la réalisation de la prochaine génération de missions scientifiques qui doit être lancée au début des années 1980. Le laboratoire Spacelab semble ouvrir de nouvelles perspectives et de nombreux propositions reposent sur son utilisation. Alors que le budget global de l'agence a doublé, le montant consacré aux missions scientifiques est resté inchangé. Le comité scientifique de l'agence SPC (Science Programme Committee) doit limiter son choix final à trois missions d'un cout global de 170 MUC montant correspondant à l'enveloppe disponible sur la période 1977-1983. La première de ces missions est la participation au développement du télescope spatial Hubble de la NASA. Out of Ecliptic (renommé par la suite International Solar Polar Mission) est un projet  conjoint avec l'agence américaine consistant à envoyer deux sondes spatiales, l'une américaine l'autre européenne, survoler chacune un des pôles du Soleil en quittant le plan de l'écliptique grâce au recours à l'assistance gravitationnelle de la planète Jupiter . Enfin le troisième projet sélectionné est le télescope infrarouge LIRTS  qui doit être  embarqué à bord de la navette spatiale américaine en cours de développement pour une mission de 7 jours éventuellement renouvelable.

## Un programme scientifique à long terme: Horizon 2000

### Contexte
En 1983 le programme scientifique de l'Agence spatiale européenne (ESA) traverse une grave crise financière. La part budgétaire relativement réduite qui lui a été attribuée à la création de l'ESA (13 % du budget total)  ne permet pas de faire face aux nombreux surcouts qui touchent les différentes missions scientifiques en préparation occasionnant délais et annulations. Le physicien Roger Bonnet nommé la même année à la tête du programme scientifique de l'agence décide de modifier en profondeur la planification de cette activité en définissant une stratégie à long terme. Les bénéfices attendus sont   :
- clarifier les engagements de l'agence spatiale vis-à-vis de la communauté scientifique ;
- permettre à la communauté scientifique comme à l'industrie spatiale de mieux se préparer aux futurs programmes nécessitant des avancées technologiques ;
- permettre une meilleure adéquation entre les ressources et les moyens financiers nécessaires.

La mise au point de ce plan à long terme est effectuée en plusieurs étapes : appel à propositions auprès de la communauté scientifique, évaluation technique et financière de celles-ci par l'agence spatiale et enfin étude par six groupes de travail thématiques constitués de personnalités scientifiques représentant les principales organisations scientifiques européennes comme l'Organisation européenne pour la recherche nucléaire (CERN), l'Observatoire européen austral (ESO) et la Fondation européenne de la science (ESF). Fin 1983 l'ESA reçoit 77  propositions de mission dont 35 portant sur l'étude du système solaire et 33 relevant du domaine de l'astronomie. Après dépouillement et à l'issue d'une dernière réunion qui a lieu à Venise les 30 mai et 1er juillet 1984 le programme scientifique de l'agence spatiale européenne, baptisé Horizon 2000, est figé pour les 20 années suivantes. Trois classes de mission sont définies en fonction de leur cout : les plus couteuses dites « pierres angulaires » absorbent deux années du budget attribué aux missions scientifiques, les missions de la classe suivante 1 année, et celles de la dernière 0,5 année. La réalisation du plan nécessite que le budget consacré aux sciences progresse entre 1985 et 1991 de 7 % passant de 130 MUC(environ 100 millions $ à l'époque)  à 200 MUC. Cette augmentation fait face à une forte opposition de la France et du Royaume-Uni et les pays membres de l'agence s'accorderont finalement sur une croissance annuelle du budget de 5 %.

### Les missions Horizon 2000
Deux des missions « pierres angulaires »  du programme Horizon 2000 reflètent la position acquise par l'Europe dans le domaine de l'astronomie spatiale à travers les satellies européens COS-B et EXOSAT, allemand Rosat, italien  Beppo-SAX et français  Sigma. XMM-Newton est un observatoire rayons X et FIRST (Far Infrared and Sub-millimetre Telescope) un observatoire infrarouge qui sera rebaptisé plus tard Herschel. Deux autres pierres angulaires sont consacrées à l'étude du système solaire : la paire  SoHO/Cluster chargée d'étudier le Soleil et le plasma et  la sonde Rosetta chargée de faire une étude in situ d'une comète. Les missions de taille moyenne retenues comprennent les projets déjà en cours de développement au moment de la mise en place d'Horizon 2000 : HIPPARCOS, ISO, Ulysses développée avec  la NASA et lancée en 1990 chargée de l'étude in situ des régions voisines du Soleil, Giotto ainsi que la contribution européenne au télescope spatial Hubble. Cinq missions de taille moyenne restant à sélectionner. Enfin les missions à faible coût comprennent des participations à des programmes internationaux, le développements d'expériences récupérables destinées à la plateforme Eureca embarquée à bord de la Navette spatiale américaine ainsi que de petits satellites.
En 1993 l'observatoire gamma INTEGRAL est sélectionné pour poursuivre l’œuvre des télescopes américain Compton Gamma-Ray Observatory et russe Gamma.

### La suite du programme: le programme Horizon 2000+
En octobre 1993 l'Agence spatiale européenne lance un appel à propositions pour la suite du programme Horizon 2000, baptisée Horizon 2000+. Ce programme rassemble des missions qui doivent être opérationnelles au cours de la période 2006-2017. La sélection est officialisée en 1995. Trois missions lourdes sont retenues : une mission d'exploration planétaire à destination de la planète Mercure qui sera baptisée BepiColombo, une mission d'astrométrie qui doit succéder à Hipparcos (Gaia) et un observatoire gravitationnel (Lisa). Entre deux et quatre missions moyennes au cout plafonné à 176 millions € sont également prévues. Un budget de 1,896 milliard € doit être dégagé pour le développement de ces projets sur la période 2000-2006. Dans le cadre de ce programme l'ESA donne son feu vert en 2000 pour trois nouveaux développements : la mission Mars Express qui doit étudier Mars depuis l'orbite, un observatoire solaire qui doit remplacer SOHO et Ulysses et  une participation au télescope américain American Next Generation Space Telescope qui deviendra le JWST. Une mission de recherche d'exoplanètes, baptisée Eddington, est mise à l'étude mais pas financée. Fin 2001 l'ESA traverse une grave crise financière et l'augmentation annuelle planifiée du budget consacré aux missions scientifiques est ramenée de 4 à 2,5 % ce qui entraine une diminution de 500 millions € des fonds disponibles pour le programme. Celui-ci est refondu : la durée de développement des missions est allongée, l'organisation est simplifiée et les marges sont réduites. Le programme résultant est rebaptisé Horizon Cosmic. Le programme Horizon s'achève avec la création du programme Cosmic Vision qui est mis sur pied en 2004 et qui couvre la période 2015-2025.

## Le nouveau programme scientifique Cosmic vision
Le programme Cosmic Vision est lancé en avril 2004. Il prend la suite des programmes Horizon 2000 (1984) et Horizon 2000 Plus (1994-1995) à l'origine des missions scientifiques lancées entre 1990 et 2014. Une importante réunion de travail organisée par le Comité de Conseil scientifique (SSAC) de l'agence spatiale européenne rassemble en septembre 2004 près de 400 membres de la communauté scientifique européenne à Paris pour examiner 151 propositions d'objectifs scientifiques portant sur les quatre domaines suivants : Astronomie, Astrophysique, Exploration du Système solaire et Physique. Le programme Cosmic Vision, selon ses initiateurs, doit répondre à quatre grandes interrogations :
- Quelles sont les conditions de formation d'une planète et d'émergence de la vie ?
- Comment le système solaire fonctionne-t-il ?
- Quelles sont les lois fondamentales de la physique de l'univers ?
- Comment est apparu l'univers actuel et de quoi est-il fait ?

Les séances de travail permettent de dégager 22 thématiques.
En mars 2007 un premier appel à propositions est lancé : il aboutit à la formulation de 60 projets de mission dont 19 en astrophysique, 12 dans le domaine de la physique fondamentale et 19 missions d'exploration du système solaire,. Six projets puis trois projets sont pré-sélectionnés en janvier 2010 p  pour les deux missions de classe moyenne qui doivent être lancées en 2017/2019 (M1 et M2).
Par ailleurs, en 2007, le processus de pré-sélection de la première mission lourde L1, dont le lancement est planifié vers 2020, est engagé. Trois missions sont pré-sélectionnées en février 2009 et la mission TandEM (Titan and Enceladus Mission) est éliminée. Les missions lourdes devaient, à l'époque, être développées conjointement avec la NASA qui doit participer notamment à hauteur de 50 % à deux d'entre elles (IXO, LISA). Début 2011 des réductions importantes du budget de l'agence spatiale américaine  entrainent l'annulation de sa participation à ces missions. Compte tenu du changement de budget disponible l'Agence spatiale européenne demande aux équipes projets d'étudier d'ici 2012 si elles peuvent poursuivre le développement de ces missions avec une participation limitée de partenaires extérieure. Pour JUICE, la participation américaine se traduisait par le développement d'une seconde sonde spatiale, Jupiter Europa Orbiter, chargée d'explorer la lune Europe ; il est demandé à l'équipe de JUICE d'ajouter aux objectifs de la sonde européenne le survol d'Europe
En mai 2011 quatre projets sont pré-sélectionnés pour la troisième mission de classe moyenne lancée en 2022 (M3). En octobre 2011, les deux missions moyennes qui doivent être lancées dans la décennie 2010 sont confirmées : Euclid et Solar Orbiter avec des lancements respectifs en 2019 et en 2017. Le perdant est le projet PLATO qui est donc intégré à la pré-sélection retenue pour la mission M3.